# Pedicellarum paiei
Pedicellarum paiei är en kallaväxtart som beskrevs av Mitsuru Hotta. Pedicellarum paiei ingår i släktet Pedicellarum och familjen kallaväxter. Inga underarter finns listade.